# Jiří Fröhlich
Jiří Fröhlich (25. září 1946 Písek – 19. prosince 2023) byl český archeolog, který po celý život odborně působil v jižních Čechách. Věnoval se archeologickým a historickým tématům z většiny historických období.

## Profesní život
Po studiu Střední průmyslové školy, muzejnictví a praxi technického úředníka působil v letech 1980–1990 v Muzeu středního Pootaví ve Strakonicích a v letech 1990–2011 jako odborný archeolog v Prácheňském muzeu v Písku.
Celoživotně se zabýval archeologií a publikoval v odborném tisku. Značný ohlas vyvolaly i jeho popularizační práce. Intenzivně se věnoval výzkumům stop rýžování zlata na Otavě (roku 1992 byl spoluzakladatelem soutěže v rýžování zlata v Kestřanech), dokladům šumavského sklářství či pravěku jižních Čech.
Byl redaktorem Zpráv o činnosti Prácheňského muzea v Písku.

## Odborná ocenění
Čestný doktorát mu v roce 2016 udělila Jihočeská univerzita v Českých Budějovicích.
Dne 5. dubna 2022 za celoživotní aktivity na poli popularizace archeologie obdržel cenu Eduarda Štorcha, kterou udílí Česká archeologická společnost.

## Publikační činnost

### Knihy
- Sklárny střední Šumavy. Výsledky archeologického průzkumu (1989)
- Archeologické toulky po jižních Čechách (1990)
- Písek – Historický průvodce – Stručné dějiny města (vydání 1994, 1995, 2004)
- Písecké náhrobníky z 13. – 18. století (1996)
- Písecko v zrcadle archeologie (1997)
- Písecké hory známé i neznámé (1999)
- Písek na starých pohlednicích (1999)
- Stará Otava mezi Pískem a Zvíkovem (2000, 2012)
- Plavecké historky z voroplavby na Vltavě a Otavě (2003)
- Čertova stezka (2003)
- Zlato na Prácheňsku. Kapitoly z historie těžby a zpracování zlata (2006)
- Stará Otava mezi Strakonicemi a Pískem (2013)
- Lidé od vody. Plavecké historky z Vltavy a Otavy (2014, druhé vydání 2015)
- Královské město Písek z pohledu archeologa (2015)

## Členství v redakčních radách odborných periodik
- Časopis Společnosti přátel starožitností
- Archeologické výzkumy v jižních Čechách
- Jihočeský sborník historický
- Výběr: Časopis pro historii a vlastivědu jižních Čech